# Ордос (місто)
Ордос (монг. Ордос, кит. 鄂尔多斯市, пін. È'ĕrduōsī Shì) — місто-округ в автономному регіоні Внутрішня Монголія.

## Географія
Ордос лежить в однойменній пустелі всередині закруту Хуанхе.

### Клімат
Місто знаходиться у зоні, котра характеризується кліматом тропічних степів. Найтепліший місяць — липень із середньою температурою 21.6 °C (70.9 °F). Найхолодніший місяць — січень, із середньою температурою -10.1 °С (13.8 °F).
| Клімат Ордоса           | Клімат Ордоса | Клімат Ордоса | Клімат Ордоса | Клімат Ордоса | Клімат Ордоса | Клімат Ордоса | Клімат Ордоса | Клімат Ордоса | Клімат Ордоса | Клімат Ордоса | Клімат Ордоса | Клімат Ордоса | Клімат Ордоса |
| Показник                | Січ.          | Лют.          | Бер.          | Квіт.         | Трав.         | Черв.         | Лип.          | Серп.         | Вер.          | Жовт.         | Лист.         | Груд.         | Рік           |
| Середня температура, °C | −10,1         | −6,9          | 0,4           | 8,4           | 15,3          | 19,6          | 21,6          | 19,9          | 14,4          | 8             | −0,9          | −8,4          | 6,8           |
| Норма опадів, мм        | 2.5           | 4.4           | 10.1          | 18.9          | 28.1          | 40.2          | 95            | 112.2         | 49.5          | 24.4          | 6.8           | 1.6           | 393.7         |
| Днів з опадами          | 2,4           | 2,7           | 3,8           | 4,9           | 5,5           | 7,8           | 12,5          | 12,1          | 9,4           | 5,8           | 3             | 1,6           | 71,5          |
| Вологість повітря, %    | 55.7          | 52.1          | 46.4          | 41.5          | 42.3          | 48.5          | 60.5          | 65.6          | 63.8          | 60.5          | 59.5          | 59.5          | 54.7          |
| ----------------------- | ------------- | ------------- | ------------- | ------------- | ------------- | ------------- | ------------- | ------------- | ------------- | ------------- | ------------- | ------------- | ------------- |
| Джерело: Weatherbase    |               |               |               |               |               |               |               |               |               |               |               |               |               |

## Адміністративний поділ
Префектура поділяється на 2 райони і 7 хошунів:
| Карта                                                                                 | Карта                | Карта      | Карта            |
| ------------------------------------------------------------------------------------- | -------------------- | ---------- | ---------------- |
| Хангін Отог Отог – Передній стяг Далад ① ② Еджен-Хоро Ушин Джунгар ① Дуншен ② Канбаши |                      |            |                  |
| Статус                                                                                | Назва                | Оригінал   | Населення (2020) |
| Район                                                                                 | Дуншен               | 东胜区     | 574 242          |
| Район                                                                                 | Канбаши              | 康巴什区   | 118 796          |
| Хошун                                                                                 | Далад                | 达拉特旗   | 328 593          |
| Хошун                                                                                 | Джунгар              | 准格尔旗   | 359 184          |
| Хошун                                                                                 | Еджен-Хоро           | 伊金霍洛旗 | 247 983          |
| Хошун                                                                                 | Отог                 | 鄂托克旗   | 162 726          |
| Хошун                                                                                 | Отог – Передній стяг | 鄂托克前旗 | 92 724           |
| Хошун                                                                                 | Ушин                 | 乌审旗     | 158 566          |
| Хошун                                                                                 | Хангін               | 杭锦旗     | 110 824          |